# Мінь Чжень
Мін Чжень (閔貞, 1730 —1788) — китайський художник часів династії Цін, представник «живопису вчених».

## Життєпис
Народився 1730 року у м. Наньчан (провінція Цзянсі). Рано втратив батьків. Замалоду захопився малюванням. Перебрався до м.Ханькоу (провінція Хубей). Він довго шукав людей, схожих на його спогади про батьків, щоб намалювати портрети для шанування. Такого роду поведінка високо цінувалося в феодальному суспільстві. Якийсь час художник провів у Пекіні, де його роботи користувалися великим попитом, а пізніше осів в Янчжоу, де зміг удосконалювати свої навички з живопису. Тут він тісно співпрацював з мистецьким ґуртком «Вісім диваків з Янчжоу». Помер Мін Чжень у 1788 році в Янчжоу.

## Творчість
Мін Чжень в багато в чому наслідував «живопису вчених», який сформувався за часів династії Мін. Він здобув найбільшої досконалості у створенні портретів. При зображенні людей, більшість з яких були діти, Мін Чжень приділяв особливу увагу їх духовним якостям і зовнішнім подібності. На картині «П'яний поет Лі Тайбо» він використовував просту і ясну манеру письма для малювання брів і бороди поета, переконливо показавши його як людину, яка добряче випила. На відміну від Хуан Шеня він зображував одяг в безсистемній й нестримній манері.